# Речь (газета, Череповец)
Речь — одно из старейших печатных изданий в Вологодской области, распространяющееся на территории Череповца.

## История
16 января 1918 года в Череповце вышел первый номер газеты «Известия Череповецкого Совета крестьянских рабочих и солдатских депутатов». Через год газету переименовали в «Коммунист».
В 1983—1984 гг. — в газете работает Александр Башлачёв.
В январе 2002 года газета публикует материал, в котором АРП «Группа Фокс» обвиняется в незаконном выводе денежных средств за пределы региона и страны. Советник президента Группы Фокс Юлия Абзалтынова объявила о намерении защитить честь и достоинство. В апреле 2002 года череповецкий городской суд частично удовлетворил иск. В частности не соответствующими действительности были признаны утверждения о том, что АРП «Группа Фокс» купила Сокольский целлюлозно-бумажный комбинат, мебельную фирму «Прогресс», производственное лесозаготовительное объединение «Монзалес», Сокольский деревообрабатывающий комбинат и Вологдский ДОК. Также суд признал не верной информацию об уводе активов из структур лесной и целлюлозно-перерабатывающей промышленности, принуждении приобретения необходимых для производства материалов у столичных структур по завышенным ценам, в результате чего ущерб районного бюджета оценивался минимум в 7 млн долларов. В соответствии с законом, суд обязал газету Речь опубликовать опровержение этой информации. ИД «Череповец» и зам.главреда Сергей Бегляк (автор статьи) подали кассацию в Вологодский областной суд. Однако первое решение было оставлено без изменений.
28 июня 2002 года на собрании акционеров Северстали было принято решение не продлевать контракт с главредом издания Ларисой Кот. 1 июля она покидает «Речь», написав заявление по собственному желанию. О причине подобного решения ген. директор ИД «ЧереповецЪ» Илона Спасова сказала, что это «скорее творческая, а не финансовая составляющая деятельности газеты». Корреспондент newsvo.ru Алексей Михалёв предположил, что таким образом руководство «Северсталь» показало недовольство редакционной политикой «Речи», под руководством Ларисы Кот.
В начале 2008 года начались структурные преобразования на рынке СМИ Вологодской области (в первую очередь в Череповце). В результате газета «Речь», до этого являющаяся только частью ИД «ЧереповецЪ», вошла в холдинг «Медиа-центр». Однако даже в структуре медиа-холдинга «Речь» по-прежнему осталась единственным из печатных изданий, которое предлагало аудитории более оперативную информацию. Поскольку газеты «Голос Череповца» и «Курьер» выходили еженедельно.
28 января 2008 года Речь начинает выходить в большом формате (А2). Редактор газеты Елена Бегляк объясняет это шаг потребностью Череповца «иметь авторитетную ежедневную общественнополитическую газету. Газету, из которой народ узнает о том, что делает власть, а власть — о том, как живёт народ».
23-24 июня 2012 года на факультете журналистики МГУ были подведены итоги конкурса «Газетный дизайн 2011». Редакция газеты «Речь» наряду с крупнейшими изданиями Москвы и Санкт-Петербурга (Московские новости, Деловой Петербург, The Moscow News) заработала 3 награды в номинациях «Знак отличия», «Первая полоса. Фишка» (за эффективную работу с форматом первой полосы и её сложением) и «Редизайн».

## Контент издания
Основу жанровой палитры издания составляют информационные жанры, пишет Н. В. Штыкова. Для исследования Штыкова изучила публикации газеты Речь с 2008 по 2010 гг.
| Тип жанра                                                   | Количество публикаций в январе 2008 г.                                             | Количество публикаций в марте 2009 г. | Количество публикаций в июне 2010 г.             | Итого         |
| ----------------------------------------------------------- | ---------------------------------------------------------------------------------- | ------------------------------------- | ------------------------------------------------ | ------------- |
| Информационные — информационные; — справочно-информационные | 644 494 150                                                                        | 740 521 219                           | 774 604 170                                      | 2158 1619 539 |
| Аналитические                                               | 133                                                                                | 145                                   | 149                                              | 427           |
| Диалогические                                               | 37                                                                                 | 35                                    | 34                                               | 106           |
| Художественно-публицистические                              | 3 — фельетон, 2 — очерк, 2 — зарисовка, 1 — эпитафия, 2 — сатирический комментарий | 4 — очерк, 1 — зарисовка              | 5 — очерк, 4 — история, 1 — философское раздумье | 25            |
| Эпистолярные                                                | 4                                                                                  | 1                                     | 5                                                | 10            |
| Художественные                                              | -                                                                                  | -                                     | 1 — письмо, 1 — рассказ                          | 2             |
| Официальные материалы (документы)                           | 36                                                                                 | 57                                    | 57                                               | 150           |
| Развлекательные публикации                                  | 19 — игра или викторина, 42 — гороскоп, анекдот, сканворд                          | 47 — анекдот, кроссворд, гороскоп     | 59 — анекдот, кроссворд, гороскоп                | 167           |
| Итого                                                       | 925                                                                                | 1030                                  | 1110                                             | 3045          |

Что касается тематического спектра, то, отмечает Н. В. Штыкова, серьёзную долю публикаций составляют материалы о криминале, культурной жизни Череповца, деятельности представителей власти. Среди часто освещаемых тем исследователь выделяет спорт, личные (семейные) темы, политика государства, рассуждения о проблемах в сферах ЖКХ, здравоохранения, образования. Редко на страницах газеты Речь публикуются материалы о проблемах молодежи, сельского хозяйства, бизнеса, армии и др.